# She Blinded Me with Science
Albums de Thomas Dolby
"Windpower"
(1982) One of Our Submarines
(1982)
She Blinded Me with Science est une chanson du musicien britannique Thomas Dolby, sortie en octobre 1982.

## La chanson
Le refrain de la chanson joue avec une expression anglaise familière "to blind [someone] with science" , qui se rapproche de l'expression française "éblouir quelqu'un par sa science" et signifie embrouiller délibérément quelqu'un en usant de termes très complexes et techniques. Dans la chanson, on perçoit de fortes références aux sciences naturelles.
La chanson a été interprétée au festival de South by Southwest en 2007.

## La vidéo
Dans le clip, Thomas Dolby est dans un centre pour scientifiques fous. Tout au long de la vidéo, Magnus Pyke essaie de diagnostiquer ce dont il souffre, tout en étant séduit par Mlle Sakamoto, une secrétaire de la maison. On voit également des scientifiques fous jouer dans la résidence avec leurs inventions farfelues. Dolby a réalisé cette vidéo lui-même.

## Réception
D'abord sorti comme single en 1982, il a ensuite été intégré à l'EP Blinded by Science et à la seconde édition de l'album Golden Age of Wireless.
Même s'il connaît le succès aux États-Unis, atteignant jusqu'à la 5e position du Billboard Hot 100, le titre peine à s'imposer au Royaume-Uni, où il atteint difficilement la 49e position du UK Singles Chart.
Dolby est souvent considéré comme un one-hit wonder aux États-Unis. En 2002, la chaîne de télévision américaine VH1 place "She Blinded Me with Science" no 20 sur sa liste des "100 Greatest One-hit Wonders".
Bien que la chanson de Dolby soit seulement dans le Top 40 du Billboard Hot 100, il a eu d'autres chansons qui ont été remarquées. Ainsi, le label one-hit wonder pourrait être considéré comme trompeur pour Dolby. En 2006,  VH1 l'a placé à la 76e position des "plus grandes chansons des années 80". Puis, en 2009, elle le classe 13e des 100 Greatest One Hit Wonders of the 80s.
| Pays        | Position max |
| ----------- | ------------ |
| Royaume-Uni | 49           |
| États-Unis  | 5            |

## Dans la culture populaire
- Cette chanson a été jouée pour le générique d'ouverture de l'épisode pilote de la série de science-fiction américaine Superminds[5].
- Elle a été jouée dans l'épisode 104 des Muppets dans un sketch mettant scène le Dr Phil van Neutre chantant la chanson[6].
- Elle servit de thème initial de la série The Skeptics' Guide to the Universe.
- Elle est utilisée comme sonnerie de téléphone par Howard Wolowitz dans la série The Big Bang Theory, et précédemment, comme bande-son de l'épisode 19 saison 3 de la série Dharma & Greg, également créée par Chuck Lorre.
- Elle est le thème initial de l'émission 15 Minutes de la chaîne brésilienne MTV Brasil.
- Dans le jeu vidéo Fallout 3, le personnage le Dr Lesko cria "I will blind you with science!".
- Le clip est souvent utilisé dans l'émission scientifique canadienne Quirks and Quarks.
- Le thème fait partie des cassettes écoutables dans le jeu vidéo Metal Gear Solid V : The Phantom Pain.
- C'est également la première chanson du mariage de McGee et Delilah lors de la Saison 14 de NCIS : Enquêtes spéciales
- Elle a été utilisée dans l'épisode 9 de la vingt-troisième saison de South Park tout comme Marry Me de Jason Derulo.

## Sources
1. ↑  « Blind with science », sur TheFreeDictionary.com (consulté le 18 août 2020).
2. ↑  
Greatest One Hit Wonders List (#20-1) from the VH1 website
3. ↑   VH1's "100 Greatest Songs Of The '80s" an 
October 2006 press release from the VH1 website
4. 1 2  (en) « Songfacts » (consulté le 9 mars 2008)
5. ↑  « Générique : Superminds (Misfits of Science) - Critictoo Séries TV », sur Critictoo (Séries), 26 septembre 2012 (consulté le 18 août 2020).
6. ↑  « She Blinded Me with Science », sur Muppet Wiki (consulté le 18 août 2020).